# Aba Cercato
Aba Cercato (Bolonia, 1 de mayo de 1939) es una presentadora de televisión italiana.

## Carrera
Nacida en Bolonia, Cercato se unió a la cadena RAI en 1959 como locutora. En 1961 se convirtió en la primera locutora de Rai 2 e inauguró su servicio de radiodifusión. Iniciando en la década de 1960, Aba fue conductora de programas de televisión y radiales en una gran variedad de géneros como música, medicina, política, actualidad y entretenimiento. En 1983 abandonó RAI para unirse al Canale 5, donde fue la conductora de los programas de variedades Buongiorno Italia y Come stai?.
Es madre de la actriz de cine y televisión Giulia Boschi.